# Khesinita
La khesinita és un mineral de la classe dels silicats, que pertany al supergrup de la safirina.

## Característiques
La khesinita és un inosilicat de fórmula química Ca₄(Mg₃Fe93+)O₄(Fe93+Si₃)O36. Va ser aprovada com a espècie vàlida per l'Associació Mineralògica Internacional l'any 2014. Cristal·litza en el sistema triclínic.

## Formació i jaciments
Va ser descoberta a l'anticlinal Gurim, situat al desert del Nègueb (Israel). També ha estat descrita en altres tres indrets: al comtat de Campbell (Wyoming, Estats Units), a la pedrera Caspar, situada al volcà Bellerberg (Renània-Palatinat, Alemanya), i a la localitat d'Aveyron (Occitània, França).